# Freddy Decloedt
Freddy Decloedt (* 21. Juni 1944 in Kortemark; † 4. September 2006 in Bredene) war ein belgischer Radrennfahrer.

## Sportliche Laufbahn
Decloedt war im Straßenradsport aktiv. Als Amateur wurde er 1967 Zweiter im Omloop Het Volk hinter Pol Mahieu.
Von 1967 bis 1970 war er Berufsfahrer. 1969 siegte er im Eintagesrennen Kuurne–Brüssel–Kuurne vor Noël Van Tyghem. Dieser Sieg blieb sein bedeutendster Erfolg als Radprofi. Dazu gewann er einige Kriterien und Rundstreckenrennen in Belgien.